# نصیر (آلبوم)
«نصیر» آلبومی از هنرمند اهل ایالات متحده آمریکا ناز است. کانیه وست تهیه‌کنندهٔ این آلبوم است و دف جم رکوردینگز ناشر آن. نصیر، دوازدهمین آلبوم ناز است که در ۱۵ ژوئن ۲۰۱۸ منتشر شد. این آلبوم شش سال پس از آلبوم قبلی ناز، زندگی خوب است منتشر شد.

## فهرست آهنگ
- فهرست آهنگ‌ها از جلد سی‌دی برداشته شده‌است.[۱]

| شماره      | نام                                                            | نویسنده(ها) | تهیه‌کننده                                               | مدت   |
| ---------- | -------------------------------------------------------------- | --- | ------------------------------------------------------- | ----- |
| ۱.         | «برای رادیو نیست» (با حضور شان کامز و 070 Shake)               | ناز (خواننده) باسیل پولدوریس کانیه وست Mike Dean Magnus August Høiberg بنی بلانکو Oladipo Omishore شان کامز Terius Nash | West Dean [a] بنی بلانکو [a] Cashmere Cat [a]           | ۳:۲۲  |
| ۲.         | «پلیس به بچه شلیک کرد (Cops Shot the Kid)» (با حضور کانیه وست) | Jones Ricky Walters ریچارد پریور West Andrew Dawson Che Smith                                                           | West Dawson [a]                                         | ۲:۴۷  |
| ۳.         | «White Label»                                                  | Jones West Dean | West Dean [b] BoogzDaBeast [b]                          | ۲:۵۸  |
| ۴.         | «سلام (Bonjour)» (با حضور Tony Williams)                       | Jones راهول برمن West Dean Omishore Tony Williams Che Pope                                                              | West Pope [a] Dean [b] Eric Danchick [b]                | ۳:۲۱  |
| ۵.         | «همه‌چیز (Everything)» (با حضور The-Dream و کانیه وست)          | Jones West Dean Nash Levin Caroline Shaw Høiberg Patrick Reynolds Adrian Owusu Jake Ferguson Malcolm Catto              | West Dean [a] Blanco [a] Cashmere Cat [a] Plain Pat [b] | ۷:۳۲  |
| ۶.         | «آدم و حوا» (با حضور The-Dream)                                | Jones West Dean کورش یغمایی Nash Pope                                                                                   | West Dean [b] Plain Pat [b] Evan Mast [b]               | ۴:۱۰  |
| ۷.         | «چیزهای ساده (Simple Things)»                                  | Jones West Dean جاستین ورنن                                                                                             | West Dean [a]                                           | ۲:۱۹  |
| مجموع مدت: | مجموع مدت:                                                     | مجموع مدت: | مجموع مدت:                                              | ۲۶:۲۹ |

بادداشت‌ها
- ^  هم-تهیه‌کننده
- ^  هم-تهیه‌کننده جانبی
- "White Label" به همراه صداهای شناخته نشده.[۲]
- "آدم و حواً شامل نمونه‌هایی از "گل یخ", از کورش یغمایی، دیالوگ‌هایی از پدرخوانده: قسمت دوم, با صدای آل پاچینو، و نمونه‌هایی از "Ain’t No Sunshine", اثر مایکل جکسون است.